# Kóma tou Gialoú
Kóma tou Gialoú är en ort i Cypern.   Den ligger i distriktet Eparchía Ammochóstou, i den östra delen av landet, 70 km öster om huvudstaden Nicosia. Kóma tou Gialoú ligger 31 meter över havet och antalet invånare är 686. Den ligger på ön Cypern.
Terrängen runt Kóma tou Gialoú är huvudsakligen platt, men åt nordost är den kuperad. Havet är nära Kóma tou Gialoú åt sydost.  Närmaste större samhälle är Aigialoúsa, 13,1 km norr om Kóma tou Gialoú. 